# Lijst van sportjaren
Deze lijst biedt een chronologisch overzicht van de sport sinds de bronstijd. 

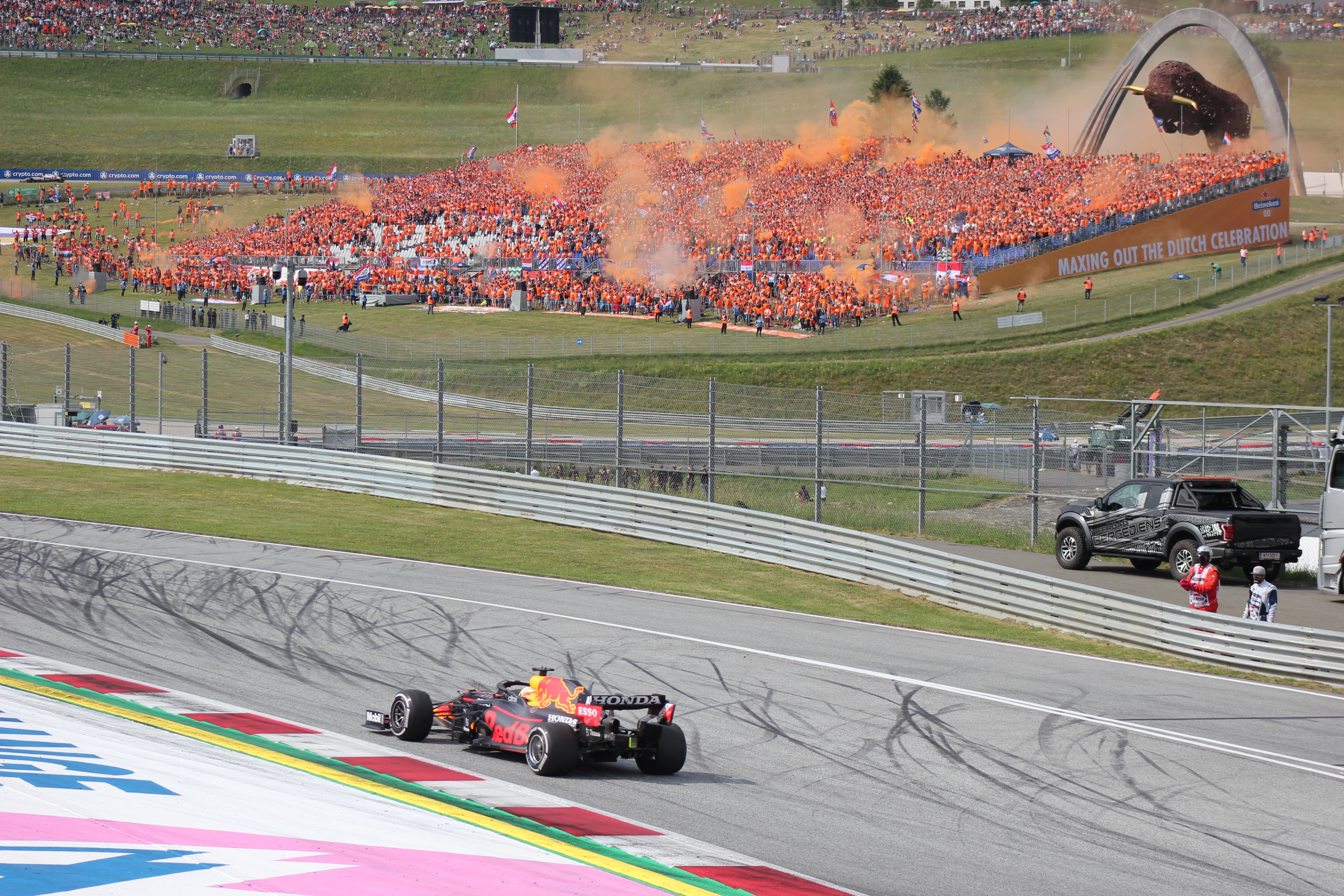
Max Verstappen na de Grand Prix van Oostenrijk van 2021.

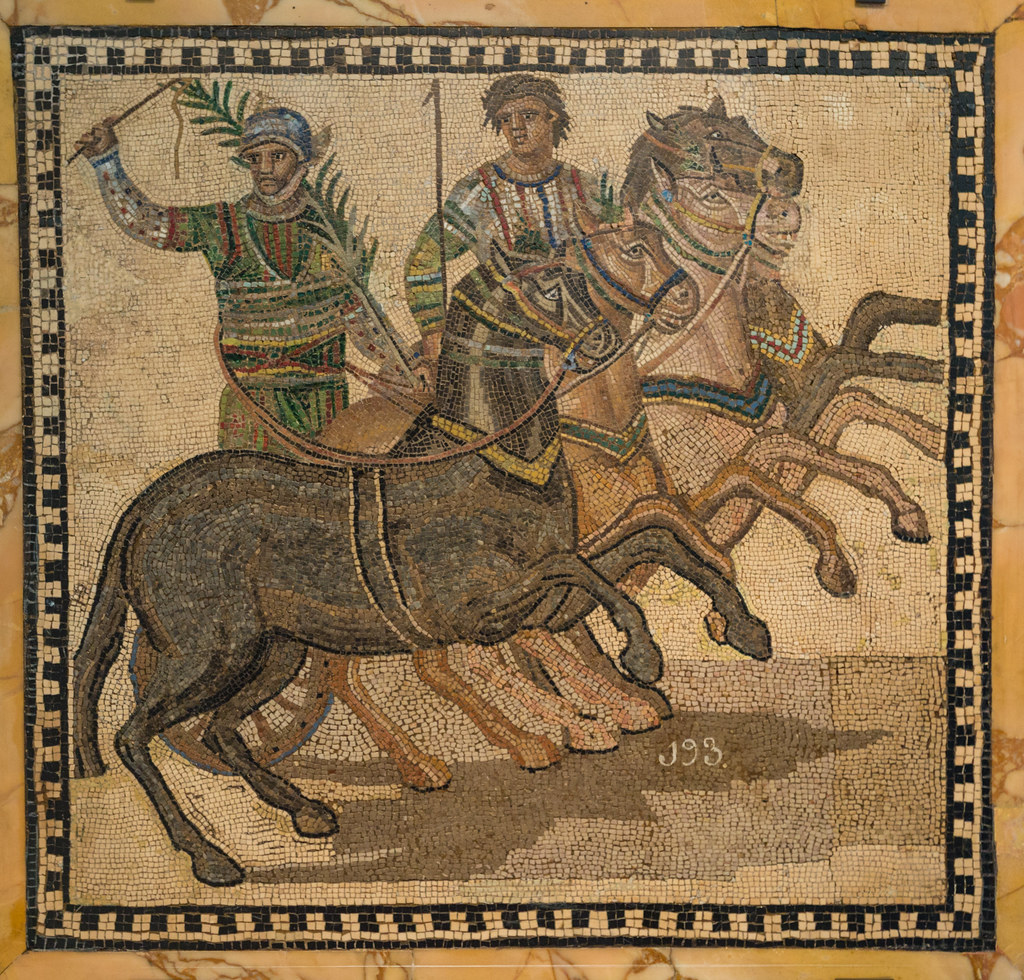
Een winnaar van een Romeinse wagenrace.

## 2020-2029
- Sport in 2024
- Sport in 2023
- Sport in 2022
- Sport in 2021 - Max Verstappen wint het wereldkampioenschap Formule 1.
- Sport in 2020 - Grote sportevenementen zoals het Europees kampioenschap voetbal en de Olympische Zomerspelen in Tokio worden uitgesteld vanwege de coronapandemie.

## 2010-2019
- Sport in 2019 - Atlete Sifan Hassan wint op de Wereldkampioenschappen in Doha goud op de 1500 m en de 10.000 m.
- Sport in 2018 - Op de Olympische Winterspelen in Pyeongchang wint langlaufster Marit Bjørgen vijf medailles. Met vijftien medailles is zij de meest succesvolle sporter op de winterspelen.
- Sport in 2017 - Voor het eerst wint een Nederlandse wielrenner, Tom Dumoulin, de Ronde van Italië.
- Sport in 2016 - Greg Van Avermaet wint de wegwedstrijd op de Olympische Zomerspelen in Rio de Janeiro.
- Sport in 2015 - Op de wereldkampioenschappen atletiek wint Dafne Schippers goud op de 200 meter.
- Sport in 2014 - Duitsland kroont zich in Brazilië voor de vierde maal tot wereldkampioen voetbal.
- Sport in 2013 - Andy Murray wint als eerste Brit sinds Fred Perry in 1936 het tennistoernooi van Wimbledon.
- Sport in 2012 - Turner Epke Zonderland wint op de Olympische Spelen in Londen goud aan de rekstok.
- Sport in 2011 - Het Wereldkampioenschap rugby wordt gewonnen door gastland Nieuw-Zeeland.
- Sport in 2010 - Het Spaans voetbalelftal wordt voor het eerst wereldkampioen. In de finale van het WK wint het van het Nederlands elftal met 1-0.

## 2000-2009
- Sport in 2009 - De Britse Formule 1-coureur Jenson Button wint het zestigste wereldkampioenschap.
- Sport in 2008 - Tijdens de Olympische Zomerspelen 2008 wint de Amerikaanse zwemmer Michael Phelps acht gouden medailles.
- Sport in 2007 - Baanwielrenner Theo Bos haalt zijn vijfde regenboogtrui; hij wordt voor de derde keer wereldkampioen sprint.
- Sport in 2006 - Italië wordt voor de vierde maal wereldkampioen voetbal.
- Sport in 2005 - Kim Clijsters wint op de US Open haar eerste grandslamtitel.
- Sport in 2004 - Hicham El Guerrouj wordt olympisch kampioen op de 1500 en 5000 meter.
- Sport in 2003 - Justine Henin wint Roland Garros.
- Sport in 2002 - Tijdens de Olympische Winterspelen 2002 wint Jochem Uytdehaage tweemaal goud.
- Sport in 2001 - België wint de Fed Cup.
- Sport in 2000 - Het EK voetbal in België en Nederland wordt gewonnen door Frankrijk.

## 1990-1999
- Sport in 1999 - Pieter van den Hoogenband wint zes gouden medailles op het EK zwemmen.
- Sport in 1998 - Nederland wint het WK hockey door een golden goal van Teun de Nooijer.
- Sport in 1997 - Borussia Dortmund wint de UEFA Champions League door een 3-1-zege op Juventus.
- Sport in 1996 - Richard Krajicek wint als eerste Nederlander Wimbledon.
- Sport in 1995 - Miguel Indurain wint voor de vijfde keer de Ronde van Frankrijk.
- Sport in 1994 - Formule 1-coureur Ayrton Senna komt om het leven op het circuit van Imola.
- Sport in 1993 - Olympique Marseille wint de UEFA Champions League, maar mag deze het volgende seizoen niet verdedigen wegens een corruptieschandaal.
- Sport in 1992 - Carl Lewis wint op de Olympische Spelen goud in het verspringen en op de 4 maal 400 meter.
- Sport in 1991 - De Verenigde Staten winnen in China het eerste wereldkampioenschap voetbal vrouwen.
- Sport in 1990 - Duitsland wint het WK voetbal door een 1-0 zege op Argentinië.

## 1980-1989
- Sport in 1989 - Greg LeMond wint de Ronde van Frankrijk met acht seconden voorsprong op Laurent Fignon.
- Sport in 1988 - Het Nederlands elftal wordt Europees kampioen; topscorer van het toernooi is Marco van Basten.
- Sport in 1987 - Stephen Roche wint de Ronde van Frankrijk, Giro d'Italia en het wereldkampioenschap wielrennen.
- Sport in 1986 - Evert van Benthem wint voor de tweede keer de Elfstedentocht.
- Sport in 1985 - Joop Zoetemelk (38) wordt wereldkampioen wielrennen.
- Sport in 1984 - Atleet Carl Lewis wint tijdens de Olympische Spelen viermaal goud.
- Sport in 1983 - Anderlecht wint de UEFA Cup door Benfica te verslaan.
- Sport in 1982 - Italië wordt voor de derde maal wereldkampioen voetbal.
- Sport in 1981 - Na vijf achtereenvolgende zeges op Wimbledon moet Björn Borg zijn meerdere erkennen in John McEnroe.
- Sport in 1980 - Het Belgisch voetbalelftal haalt de finale van het EK, maar verliest daarin met 2-1 van Duitsland.

## 1970-1979
- Sport in 1979 - Jan Raas wordt in Valkenburg wereldkampioen wielrennen.
- Sport in 1978 - Het Nederlands elftal verliest de finale van het WK met 3-1 van Argentinië.
- Sport in 1977 - Motorcoureur Wil Hartog wint de 500cc-race op de TT Assen.
- Sport in 1976 - Turnster Nadia Comăneci krijgt tijdens de Spelen in Montreal een 10 op de brug met ongelijke liggers.
- Sport in 1975 - Hennie Kuiper wordt in Yvoir wereldkampioen wielrennen.
- Sport in 1974 - In München verliest het Nederlands elftal de finale van het WK met 2-1 van Duitsland.
- Sport in 1973 - Nederland wordt voor het eerst wereldkampioen hockey.
- Sport in 1972 - Tijdens de Olympische Spelen van München wint zwemmer Mark Spitz zeven gouden medailles, maar de Spelen worden overschaduwd door terrorisme.
- Sport in 1971 - Eddy Merckx wint voor de derde keer op rij de Ronde van Frankrijk.
- Sport in 1970 - Feyenoord wint als eerste Nederlandse vereniging de Europa Cup I.

## 1960-1969
- Sport in 1969 - Een interland tussen Honduras en El Salvador leidt tot de zesdaagse voetbaloorlog.
- Sport in 1968 - Jan Janssen wint als eerste Nederlander de Ronde van Frankrijk met 38 seconden voorsprong op Herman Vanspringel.
- Sport in 1967 - Tijdens de beklimming van de Mont Ventoux sterft de Britse wielrenner Tommy Simpson.
- Sport in 1966 - Engeland wordt wereldkampioen voetbal door een 4-2-overwinning op Duitsland.
- Sport in 1965 - De Brit Jim Clark wordt wereldkampioen Formule 1.
- Sport in 1964 - Sjoukje Dijkstra wordt olympisch kampioen kunstschaatsen.
- Sport in 1963 - De meest barre Elfstedentocht in de geschiedenis wordt gewonnen door Reinier Paping.
- Sport in 1962 - Tennisser Rod Laver wint als eerste man alle vier de Grandslamtoernooien.
- Sport in 1961 - Anton Geesink wordt als eerste niet-Japanner wereldkampioen judo.
- Sport in 1960 - Bokser Cassius Clay wordt in Rome olympisch kampioen in het lichtzwaargewicht.

## 1950-1959
- Sport in 1959 - Het programma "Sport in Beeld", voorloper van Studio Sport, verschijnt voor het eerst op de Nederlandse televisie.
- Sport in 1958 - Brazilië wordt voor het eerst wereldkampioen voetbal.
- Sport in 1957 - Rik Van Steenbergen wordt wereldkampioen wielrennen.
- Sport in 1956 - Keeper Bert Trautmann van Manchester City FC breekt tijdens de finale van de FA Cup een nekwervel, maar speelt de wedstrijd uit en wint.
- Sport in 1955 - Atleet Roger Moens loopt in Oslo een wereldrecord op de 800 meter.
- Sport in 1954 - Geertje Wielema wint op het Europees kampioenschap zwemmen goud, zilver en brons.
- Sport in 1953 - Het succes van de Watersnoodwedstrijd leidt het begin in van betaald voetbal in Nederland. Kees Broekman wordt de eerste Nederlander die Europees kampioen schaatsen wordt
- Sport in 1952 - Fausto Coppi wint de Giro d'Italia en de Ronde van Frankrijk.
- Sport in 1951 - Juan Manuel Fangio haalt zijn eerste wereldtitel in de Formule 1.
- Sport in 1950 - Tijdens het WK voetbal verliest Brazilië in eigen huis de finale van Uruguay.

## 1940-1949
- Sport in 1949 - Een vliegtuig met de selectie van Torino FC stort neer; op een na komen alle spelers om het leven.
- Sport in 1948 - Fanny Blankers-Koen wint vier gouden medailles tijdens de Olympische Zomerspelen in Londen.
- Sport in 1947 - Theo Middelkamp wordt in Reims de eerste Nederlandse wereldkampioen wielrennen op de weg.
- Sport in 1946 - Joe Davis wordt voor de 15e en laatste maal wereldkampioen snooker.
- Sport in 1945 - De Detroit Tigers winnen de World Series ten koste van de Chicago Cubs.
- Sport in 1944 - Een bokswedstrijd in Madison Square Garden brengt $36 miljoen op voor het Amerikaanse leger.
- Sport in 1943 - Sportverslaggever Han Hollander komt om het leven in het vernietigingskamp Sobibór.
- Sport in 1942 - De Nederlandse handballers splitsen zich af van de gymnastiekbond.
- Sport in 1941 - Auke Adema wint de zevende Elfstedentocht.
- Sport in 1940 - De Olympische Spelen die in Helsinki gehouden zouden worden, worden afgelast wegens het uitbreken van de Tweede Wereldoorlog.

## 1930-1939
- Sport in 1939 - Sylvère Maes wint voor de tweede keer de Ronde van Frankrijk.
- Sport in 1938 - Arie van Vliet wordt wereldkampioen sprint door titelverdediger Jef Scherens te verslaan.
- Sport in 1937 - De Kuip, het stadion van voetbalclub Feyenoord, wordt geopend.
- Sport in 1936 - De grote man van de Olympische Spelen van Berlijn is Jesse Owens, die viermaal goud wint.
- Sport in 1935 - Babe Ruth slaat zijn 714e en laatste homerun.
- Sport in 1934 - Atleet Chris Berger wint de 100 en 200 meter op de eerste Europese kampioenschappen.
- Sport in 1933 - Wielrenner Jan van Hout rijdt op de baan van Roermond een nieuw werelduurrecord.
- Sport in 1932 - Charles Pahud de Mortanges wint bij de Olympische Spelen in Los Angeles zijn vierde goud.
- Sport in 1931 - Het Nederlands elftal wint de uitwedstrijd tegen Frankrijk met 3-4. Binnen twee minuten scoort Oranje drie doelpunten.
- Sport in 1930 - Het eerste WK voetbal wordt gewonnen door Uruguay.

## 1920-1929
- Sport in 1929 - Alfredo Binda wint de Ronde van Italië en schrijft acht van de veertien etappes op zijn naam.
- Sport in 1928 - De Olympische Spelen worden gehouden in Amsterdam. Paavo Nurmi wint zijn negende gouden medaille.
- Sport in 1927 - Kea Bouman wint het damesenkelspel op Roland Garros.
- Sport in 1926 - Piet Moeskops wordt voor de vijfde keer wereldkampioen sprint.
- Sport in 1925 - Beerschot AC haalt zijn derde Belgische landstitel in vier jaar tijd.
- Sport in 1924 - De eerste Olympische Winterspelen worden gehouden in Chamonix-Mont-Blanc. De elfjarige Sonja Henie is de jongste deelnemer ooit.
- Sport in 1923 - Henri Pélissier wint de 17e Ronde van Frankrijk.
- Sport in 1922 - Johnny Weissmuller zwemt als eerste de 100 meter vrije slag in minder dan een minuut.
- Sport in 1921 - NAC haalt zijn enige landstitel.
- Sport in 1920 - Het Belgisch voetbalelftal wint goud op de Olympische Spelen van Antwerpen.

## 1910-1919
- Sport in 1919 - Zwaargewicht bokser Jack Dempsey wordt wereldkampioen door titelverdediger Jess Willard knock-out te slaan.
- Sport in 1918 - Ajax wordt voor het eerst Nederlands kampioen voetbal.
- Sport in 1917 - Coen de Koning wint voor de tweede maal de Elfstedentocht.
- Sport in 1916 - Emanuel Lasker behoudt de Wereldtitel schaken door Siegbert Tarrasch te verslaan.
- Sport in 1915 - Een atletiekvereniging in Hamburg neemt handgranaatwerpen in haar programma op.
- Sport in 1914 - Golfer Walter Hagen wint voor het eerst de US Open.
- Sport in 1913 - Philippe Thys haalt de eerste van drie eindzeges in de Ronde van Frankrijk.
- Sport in 1912 - Tijdens de Olympische Spelen in Stockholm wint Jim Thorpe de vijf- en de tienkamp.
- Sport in 1911 - De eerste Rally van Monte Carlo en Indianapolis 500 worden verreden.
- Sport in 1910 - Het Home Nations Rugby Union-toernooi wordt uitgebreid met Frankrijk, waardoor het Vijflandentoernooi ontstaat.

## 1900-1909
- Sport in 1909 - Op 1 september gaat de eerste Nijmeegse Vierdaagse van start.
- Sport in 1908 - Jack Johnson wordt de eerste zwarte wereldkampioen boksen in het zwaargewicht.
- Sport in 1907 - Lucien Petit-Breton wint de Ronde van Frankrijk en zal het volgend jaar als eerste de zege weten te prolongeren.
- Sport in 1906 - Een jaar na de promotie naar de First Division wordt Liverpool FC kampioen van Engeland.
- Sport in 1905 - Het Nederlands elftal speelt zijn eerste wedstrijd. In Antwerpen wordt met 4-1 gewonnen van België.
- Sport in 1904 - De Olympische Spelen worden gehouden in Saint Louis. Archie Hahn en Ray Ewry winnen beiden driemaal goud.
- Sport in 1903 - De sportjournalist Henri Desgrange organiseert de eerste Ronde van Frankrijk. Winnaar wordt Maurice Garin.
- Sport in 1902 - Real Madrid en Go Ahead Eagles worden opgericht.
- Sport in 1901 - AC Milan wordt voor het eerst kampioen van Italië.
- Sport in 1900 - Tijdens de Olympische Spelen in Parijs wint boogschutter Hubert Van Innis als eerste Belg goud. Roeiers François Brandt en Roelof Klein doen hetzelfde voor Nederland.

## 1890-1899
- Sport in 1899 - In Madison Square Garden in New York wordt de eerste officiële zesdaagse verreden.
- Sport in 1898 - De Nederlandse Hockey en Bandy Bond, de voorloper van de KNHB, wordt opgericht.
- Sport in 1897 - In Frankrijk wordt voor het eerst een heuvelklim-race gehouden.
- Sport in 1896 - Op initiatief van Baron Pierre de Coubertin worden in Athene voor het eerst sinds 393 weer Olympische Spelen gehouden.
- Sport in 1895 - Robert Protin wordt de eerste wereldkampioen sprint bij de professionals.
- Sport in 1894 - De eerste autorace wordt verreden in Parijs.
- Sport in 1893 - De negentienjarige Jaap Eden wordt in Amsterdam wereldkampioen schaatsen.
- Sport in 1892 - De wielerklassieker Luik-Bastenaken-Luik wordt voor het eerst georganiseerd.
- Sport in 1891 - James Naismith bedenkt een nieuwe sport: basketbal.
- Sport in 1890 - Pim Mulier rijdt op de schaats langs de elf Friese steden.

## 1880-1889
- Sport in 1889 - VV Concordia wordt de eerste (officieuze) Nederlandse landskampioen voetbal.
- Sport in 1888 - Sparta Rotterdam wordt opgericht, in eerste instantie als cricketclub.
- Sport in 1887 - Aan de US Open (tennis) mogen ook vrouwen meedoen.
- Sport in 1886 - Wilhelm Steinitz wint het eerste wereldkampioenschap schaken.
- Sport in 1885 - De Football Association staat het betalen van spelers toe.
- Sport in 1884 - Eerste World Series honkbal.
- Sport in 1883 - In Utrecht wordt de Nederlandsche Vélocipèdisten-Bond opgericht.
- Sport in 1882 - John L. Sullivan wordt de eerste wereldkampioen boksen bij de zwaargewichten.
- Sport in 1881 - Oprichting van de Europese Turnbond.

## 1870-1879
- Sport in 1879 - De eerste voetbalclub van Nederland, de Haarlemsche Football Club, wordt opgericht door Pim Mulier.
- Sport in 1878 - In Sheffield wordt de eerste voetbalwedstrijd bij kunstlicht gespeeld. De firma Siemens zorgt voor vier booglampen.
- Sport in 1877 - Voor de eerste maal wordt het tennistoernooi van Wimbledon gehouden.
- Sport in 1876 - Oprichting van de National League honkbal.
- Sport in 1875 - Matthew Webb zwemt als eerste over Het Kanaal. Hij doet er 21 uur en 25 minuten over.
- Sport in 1874 - In de Verenigde Staten wordt voor het eerst een eigen variant op het voetbal uitgeprobeerd; geboorte van het American football.
- Sport in 1873 - Op het landgoed van de Hertog van Beaufort wordt een Indiaas spel gespeeld, dat naar zijn landgoed Badminton genoemd zal worden.
- Sport in 1872 - Eerste voetbalinterland; Schotland - Engeland eindigt in 0-0. Eerste FA Cup-finale.
- Sport in 1871 - Schotland verslaat Engeland met 4-1 in de eerste rugby-interland.
- Sport in 1870 - William Cook wordt de eerste wereldkampioen biljart.

## 1860-1869
- Sport in 1869 - Het Franse blad Le Vélocipède illustré organiseert de eerste wielerwedstrijd van stad naar stad, Parijs-Rouen.
- Sport in 1868 - Leerlingen in Eton stellen regels op voor het hockey; het aantal spelers wordt teruggebracht naar elf.
- Sport in 1867 - De Marquess of Queensberry rules, de reglementen van het boksen, worden gepubliceerd.
- Sport in 1866 - Het eerste Brits kampioenschap atletiek wordt georganiseerd.
- Sport in 1865 - De bokswedstrijd tussen Con Orem en Hugh O’Neill duurt 193 ronden. Zij levert geen winnaar op maar wordt gestaakt wegens invallende duisternis.
- Sport in 1864 - In Dublin wordt het eerste springconcours gehouden.
- Sport in 1863 - De Football Association wordt opgericht in Londen.
- Sport in 1862 - In Noorwegen wordt de eerste schansspringwedstrijd georganiseerd.
- Sport in 1861 - De eerste Melbourne Cup vindt plaats.
- Sport in 1860 - Begin van het golftoernooi The Open Championship. Winnaar Willie Park jr. zal de Open vijfmaal op zijn naam schrijven.

## 1850-1859
- Sport in 1859 - Het parlement van Canada kiest lacrosse als nationale sport.
- Sport in 1858 - De regels van het Australian Football worden opgesteld.
- Sport in 1857 - Sheffield FC opgericht, de oudste voetbalclub ter wereld.
- Sport in 1856 - In een artikel in de New York Clipper wordt honkbal voor het eerst "the national pastime" genoemd.
- Sport in 1855 - De Dufourspitze, de hoogste berg van Zwitserland, wordt voor het eerst bedwongen.
- Sport in 1854 - In Franeker wordt voor het eerst de kaatswedstrijd PC gehouden.
- Sport in 1853 - Het eerste nummer van het Engelse sportblad The Field verschijnt.
- Sport in 1852 - l'Ecole de Joinville wordt gesticht. Tijdens deze militaire opleiding wordt veel aandacht besteed aan gymnastiek.
- Sport in 1851 - Eerste editie van de prestigieuze zeilwedstrijd America's Cup.
- Sport in 1850 - Spencer Gore, winnaar van de eerste Wimbledon-titel, wordt geboren in Londen.

## 1800-1850
- Sport in 1840 - De Schotse smid Kirkpatrick Macmillan ontwerpt de eerste trapfiets (een driewieler).
- Sport in 1839 - Volgens een mythe zou Abner Doubleday het honkbal hebben uitgevonden, maar de sport bestond toen al minstens een eeuw.
- Sport in 1836 - Waarschijnlijk is in dit jaar de eerste Grand National verreden. De organisatie zelf houdt het officieel op 1838.
- Sport in 1829 - Oxford University wint de eerste Boat Race op de Theems.
- Sport in 1826 - Eerste wielerwedstrijd in België, van Antwerpen naar Kontich en terug.
- Sport in 1823 - William Webb Ellis vindt naar verluidt het rugby uit.
- Sport in 1818 - In Parijs wordt de eerste bestuurbare fiets tentoongesteld.
- Sport in 1801 - Gymnastiek wordt een verplicht onderdeel op de lagere scholen in Denemarken.

## 1700-1799
- Sport in 1791 - In Pittsfield, Massachusetts wordt honkbal binnen een afstand van 80 yards van het gemeentehuis verboden. Dit is de oudst bekende vermelding van honkbal.
- Sport in 1790 - In Engeland moeten toeschouwers bij een bokswedstrijd voor het eerst entreegeld betalen.
- Sport in 1787 - De Marylebone Cricket Club wordt opgericht.
- Sport in 1780 - De Epsom Derby wordt voor het eerst verreden.
- Sport in 1761 - In Tokio wordt het eerste Kanjin-Zumo Sumo-toernooi gehouden.
- Sport in 1740 - Het Wereldkampioenschap Jeu de paume wordt voor het eerst gehouden.
- Sport in 1730 - Het St. Eloyen Gasthuis in Utrecht krijgt een nieuwe kolfbaan, die anno 2022 nog steeds wekelijks bespeeld wordt.
- Sport in 1716 - De oudst bekende roeiwedstrijd wordt gehouden in Londen.

## 1600-1699
- Sport in 1680 - Bij het cricket wordt voor het eerst een umpire (scheidsrechter) ingezet.
- Sport in 1636 - Een Franse missionaris ziet een inheems spel in Canada. De stok doet hem denken aan een kromstaf, in het Frans "la crosse".
- Sport in 1630 - Lodewijk XIII van Frankrijk keurt de komst van 120 publieke biljarten in Parijs goed om een alternatief te bieden voor jeu de paume.
- Sport in 1620 - Oliver Cromwell wordt bekritiseerd omdat hij aan een cricketwedstrijd heeft meegedaan. Als hij aan de macht komt verbiedt hij de sport.
- Sport in 1604 - Rond deze tijd wordt in de Cotswolds de Olympische Spelen nieuw leven ingeblazen. De "Cotswold Games" blijven bestaan tot 1852.

## 1500-1599
- Sport in 1597 - Eerste schriftelijke vermelding van de sport "kreckett" als een sport die al rond 1550 in Guildford gespeeld werd.
- Sport in 1583 - In Engeland doen meer dan 3000 mensen mee aan een boogschiettoernooi.
- Sport in 1580 - De eerste regels van het Calcio Fiorentino worden gepubliceerd.
- Sport in 1559 - De dood van Hendrik II van Frankrijk luidt het einde in van het steekspel als sport.
- Sport in 1530 - Het moderne schermen ontstaat met de ontwikkeling van de rapier in Italië.
- Sport in 1526 - Hendrik VIII van Engeland laat het eerst bekende paar voetbalschoenen maken.

## 1400-1499
- Sport in 1496 - Het Book of St. Albans verschijnt, waarin de jacht, heraldiek en het sportvissen worden beschreven.
- Sport in 1424 - Jacobus I van Schotland vaardigt een wet uit waarbij voetbal verboden wordt.
- Sport in 1421 - Een Schots regiment ontdekt in Frankrijk het colf. Waarschijnlijk is hier het golf uit ontstaan.

## 1300-1399
- Sport in 1392 - In de Haarlemmerhout wordt de eerste klootschietbaan aangelegd.
- Sport in 1390 - In Haarlem wordt een beugelbaan gebouwd.
- Sport in 1366 - Hurling wordt verboden in de Ierse stad Kilkenny.

## 1200-1299
- Sport in 1261 - Eerste vermelding van de colf-sport, door de schrijver Jacob van Maerlant.
- Sport in 1240 - Bij een Riddertoernooi in Neuss vallen zestig doden.
- Sport in 1204 - Met de val van Constantinopel komt een einde aan het wagenrennen.

## 400-1199
- Sport in 1174 - In de levensbeschrijving van Thomas Becket wordt onder andere melding gemaakt van een voetbalachtig spel en van schaatsen.
- Sport in 1130 - Paus Innocentius II ontzegt slachtoffers van riddertoernooien een kerkelijke begrafenis.
- Sport in de 9e eeuw - Volgens de IJslandse sage over Egill Skallagrímsson speelden de Vikingen in deze tijd de balsport knattleikr.
- Sport in 712 - De Japanse vechtsport sumo wordt vermeld in de Kojiki.
- Sport in 600 - In Japan wordt kemari, een soort voetbal, populair.
- Sport in 532 - Rellen in het Hippodroom van Constantinopel vormen het begin van het Nika-oproer, waarbij 30.000 doden vallen.
- Sport in 439 - Het laatste gladiatorengevecht vindt plaats in Rome.

## Voor 400
- Sport in 393 - Keizer Theodosius I verbiedt de Olympische Spelen.
- Sport in de 2e eeuw v.Chr. - In China wordt "cuju", een mogelijke voorloper van voetbal, gespeeld.
- Sport in 356 v.Chr. - Philippus II van Macedonië wordt olympisch kampioen in de strijdwagen.
- Sport in de 6e eeuw v.Chr. - Milo van Croton wint vijfmaal achtereen het worstelen tijdens de Olympische Spelen.
- Sport in 616 v.Chr. - Lucius Tarquinius Priscus wordt Koning van Rome. Hij zou Etruskische gebruiken als gladiatorengevechten en circusspelen in Rome geïntroduceerd hebben.
- Sport in de 7e eeuw v.Chr. - De eerst bekende polomatch. De Oguzen winnen van de Perzen.
- Sport in 776 v.Chr. - Eerste vermelding van de Olympische Spelen, een vierjaarlijks evenement in Olympia.
- Sport in de 8e eeuw v.Chr. - Tijdens de 25e dynastie in het Oude Egypte werd een hardloopwedstrijd van 50 kilometer gehouden van Memphis naar de oase Fayoum en terug.
- Sport in de 13e eeuw v.Chr. - In San Lorenzo (Veracruz) wordt het Meso-Amerikaans balspel gespeeld.
- Sport in de 16e eeuw v.Chr. - Archeologische vondsten uit het oude Griekenland tonen aan dat er in deze tijd al aan worstelen, atletiek en stierenvechten gedaan werd.